# Плавання на Чемпіонаті світу з водних видів спорту 2022 — 1500 метрів вільним стилем (жінки)
Змагання з плавання на дистанції 1500 метрів вільним стилем серед жінок на Чемпіонат світу з водних видів спорту 2022 відбулися 19 і 20 червня 2022 року.

## Рекорди
Перед початком змагань світовий рекорд і рекорд чемпіонатів світу були такими:
| Світовий рекорд          | Кейті Ледекі (USA) | 15:20.48 | Індіанаполіс (США) | 16 травня 2018 |
| Рекорд чемпіонатів світу | Кейті Ледекі (USA) | 15:25.48 | Казань (Росія)     | 4 серпня 2015  |

## Результати

### Попередні запливи
Попередні запливи розпочалися 19 червня о 10:17 за місцевим часом.
| Місце | Заплив | Доріжка | Ім'я                         | Країна            | Час      | Примітки |
| ----- | ------ | ------- | ---------------------------- | ----------------- | -------- | -------- |
| 1     | 3      | 4       | Кейті Ледекі                 | США               | 15:47.02 | Q        |
| 2     | 2      | 4       | Сімона Квадарелла            | Італія            | 15:56.19 | Q        |
| 3     | 3      | 5       | Кейті Ґраймс                 | США               | 15:57.05 | Q        |
| 4     | 2      | 5       | Лані Паллістер               | Австралія         | 15:57.61 | Q        |
| 5     | 2      | 3       | Моїша Джонсон                | Австралія         | 15:57.77 | Q        |
| 6     | 2      | 8       | Беатріс Дізотті              | Бразилія          | 16:08.35 | Q        |
| 7     | 3      | 7       | Вівіане Жунгблут             | Бразилія          | 16:09.27 | Q        |
| 8     | 2      | 6       | Крістел Кобріх               | Чилі              | 16:13.52 | Q        |
| 9     | 3      | 3       | Лі Бінцзє                    | Китай             | 16:13.92 |          |
| 10    | 3      | 2       | Намба Мію                    | Японія            | 16:20.45 |          |
| 11    | 2      | 0       | Діана Дурайнш                | Португалія        | 16:25.23 |          |
| 12    | 3      | 6       | Вікторія Міхайварі-Фаркаш    | Угорщина          | 16:26.41 |          |
| 13    | 3      | 9       | Кейтлін Дінс                 | Нова Зеландія     | 16:30.47 |          |
| 14    | 1      | 4       | Gan Ching Hwee               | Сінгапур          | 16:32.43 |          |
| 15    | 3      | 8       | Анхела Мартінес              | Іспанія           | 16:38.39 |          |
| 16    | 2      | 2       | Чжан Ке                      | Китай             | 16:42.92 |          |
| 17    | 2      | 1       | Еббі Данфорд                 | Канада            | 16:46.01 |          |
| 18    | 2      | 9       | Han Da-kyung                 | Південна Корея    | 16:47.45 |          |
| 19    | 3      | 0       | Катріна Белліо               | Канада            | 16:54.55 |          |
| 20    | 2      | 7       | Паула Отеро                  | Іспанія           | 16:57.76 |          |
| 21    | 1      | 5       | Стефані Гаутман              | ПАР               | 17:08.12 |          |
| 22    | 1      | 3       | Võ Thị Mỹ Thiện              | В'єтнам           | 17:14.54 |          |
| 23    | 1      | 7       | Nip Tsz Yin                  | Гонконг           | 17:15.64 |          |
| 24    | 1      | 6       | Ярінда Сунтхорнрангсрі       | Таїланд           | 17:26.95 |          |
| 25    | 1      | 2       | Goh Chia Tong                | Малайзія          | 17:33.03 |          |
| 26    | 1      | 1       | Вар Ерлінгсдоттір Ейдесгаард | Фарерські Острови | 17:36.49 |          |
| 27    | 3      | 1       | Марлене Калер                | Австрія           |          | DNS      |

### Фінал
Фінал відбувся 20 червня о 18:11 за місцевим часом.
| Місце | Доріжка | Ім'я              | Країна    | Час      | Примітки |
| ----- | ------- | ----------------- | --------- | -------- | -------- |
| 1     | 4       | Кейті Ледекі      | США       | 15:30.15 |          |
| 2     | 3       | Кейті Ґраймс      | США       | 15:44.89 |          |
| 3     | 6       | Лані Паллістер    | Австралія | 15:48.96 |          |
| 4     | 2       | Моїша Джонсон     | Австралія | 15:55.75 |          |
| 5     | 5       | Сімона Квадарелла | Італія    | 16:03.84 |          |
| 6     | 7       | Беатріс Дізотті   | Бразилія  | 16:05.25 |          |
| 7     | 1       | Вівіане Жунгблут  | Бразилія  | 16:13.89 |          |
| 8     | 8       | Крістел Кобріх    | Чилі      | 16:20.24 |          |